# Molothrus aeneus
Molothrus aeneus е вид птица от семейство Трупиалови.

## Разпространение
Видът е разпространен в Белиз, Гватемала, Колумбия, Коста Рика, Мексико, Никарагуа, Панама, Салвадор, САЩ и Хондурас.